# X線パルサー航法
X線パルサー航法(英:X-ray pulsar-based navigation and timing (XNAV) or simply pulsar navigation)は、パルサーが放つX線信号を利用することで位置を特定する天測航法である。 
GPSの電波が微弱で使えない深宇宙でも宇宙船の位置の把握が可能となる。
XNAVを使用する機体は、受信したX線信号を既知のパルサー周波数と位置のデータベースと比較する。
GPSと同様に、この比較により、車両はその位置を正確に（±5 km）三角測量できる。 また電波より波長の短いX線を利用することでより小さいＸ線望遠鏡で十分な解像度を得られる。
2018年に実証試験に成功した。

## 宇宙機航法

### 研究
欧州宇宙機構(ESA)のAdvanced Concepts Teamは、2003年にスペインのカタルーニャ大学と共同でX線パルサー航法の実現可能性を調査した。
その後、2012年にGMV AEROSPACE AND DEFENSE（ES）とNational Physical Laboratory（UK）がそれぞれ詳細な調査研究を行った。

### 実証

#### XPNAV 1
2016年11月9日、中国科学院はXPNAV 1と呼ばれる実験衛星を打ち上げた。XPNAV-1の質量は240 kgで、493 km×512 km、傾斜角97.41°の軌道に投入された。 XPNAV-1は、近くの26個のパルサーのパルス周波数と強度を特徴付け、将来の運用ミッションで使用できるデータベースを作成する。 衛星は5年から10年動作することが期待された。 XPNAV-1は、軌道上での初のX線パルサー航法の検証になる。
SEXTANT
SEXTANT（Station Explorer for X-ray Timing and Navigation Technology）は、ゴダード宇宙飛行センターで開発されたNASAの資金提供プロジェクトで、6月3日に開始されたNICERプロジェクトに関連して、国際宇宙ステーションに搭載され軌道上で検証が行われた。2017年 SpaceXのCRS-11 ISS補給ミッションで打ち上げられた。 2018年1月、ISSでNICER / SEXTANTを使用してX線ナビゲーションの実現可能性が実証された 精度は7 km（2日間の観測）だった。

## 航空航法
2014年、アムステルダム国立航空宇宙研究所により航空機の航法技術としての検証が行われた。
これを使えば対衛星兵器や電波妨害下でも位置の特定が可能になると期待された。